# Otto Braun (komunista)
Otto Braun (28. září 1900, Ismaning, Bavorsko – 15. srpna 1974, Varna, Bulharsko) byl německý komunistický aktivista a spisovatel. Nejvýznamnější etapou jeho života bylo působení v Číně jako vojenského poradce vedení Komunistické strany Číny během čínské občanské války ve 30. letech.

## Mládí, komunista
Narodil se v hornobavorském městečku Ismaning nedaleko Mnichova. Studoval v učitelském semináři, v létě 1918 byl odveden od armády, ale bojů 1. světové války se neúčastnil. Po demobilizaci koncem roku 1918 se vrátil na studia. Už během studií roku 1918 vstoupil do Svazu spartakovců, který se začátkem roku 1919 s dalšími levicovými skupinami spojil do Komunistické strany Německa. V dubnu 1919 se Braun účastnil bojů v Mnichově ve vojsku Bavorské republiky rad. Před politickým pronásledováním se stáhl do severního Německa, od roku 1921 nastoupil dráhu profesionálního stranického aktivisty, podílel se na budování ilegálních ozbrojených oddílů komunistů, od poloviny 20. let pracoval pro sovětskou vojenskou rozvědku.
Roku 1926 byl zatčen a obviněn ze špionáže ve prospěch Sovětského svazu, na jaře 1928 s pomocí skupiny komunistů uprchl ze soudní síně a emigroval do Sovětského svazu. V letech 1928–1929 sloužil v 1. moskevské proletářské střelecké divizi, poté studoval na Frunzeho vojenské akademii.

## V Číně
Po absolvování vojenské akademie na jaře 1932 byl přidělen k vojenské rozvědce, která ho poslala do mandžuského Charbinu, za úkol měl získávání informací o japonské armádě okupující Mandžusko.
Na podzim 1932 byl přeložen do Šanghaje, kde působil v Dálnovýchodním byru Kominterny, skupině představitelů Kominterny, kteří, v čele s Arthurem Ewertem, dohlíželi na vedení Komunistické strany Číny. Byro pracovalo v Šanghaji v utajení před kuomintangskou policií. Tehdy dosavadní vojenský poradce Kominterny při ÚV KS Číny odjel a do příjezdu nového poradce (německého komunisty Manfreda Sterna, přijel do Šanghaje na jaře 1933) působil Braun jako jeho zástupce. V září/říjnu 1933 Braun odešel do centrální sovětské oblasti v provincii Ťiang-si, největší z oblastí ovládaných čínskými komunisty, kam se již na jaře 1933 přesunula ze Šanghaje i většina vedení komunistické strany. Braun následně fungoval jako představitel Sterna u vedení KS Číny. Sternovy pokusy o příchod do Ťiang-si skrze kuomintangské území byly neúspěšné a nakonec Stern v létě 1934 odjel z Číny. Braun však zůstával u vedení KS Číny jako expert na vojenskou taktiku.
V září 1933 začala kuomintangská armáda pátou obkličovací kampaň s cílem dobýt a zlikvidovat komunistickou sovětskou republiku v Ťiang-si. Útočníci postupovali pomalu, když obsazená území zabezpečovali řetězy pevnůstek. Komunisté se s velkými ztrátami pokoušeli o protiútoky, ale neschopni zastavit nepřítele ustupovali, a od května se začali připravovat na opuštění sovětu. Organizaci odchodu řídila „trojka“ Čchin Pang-sien, který stál v čele strany, Čou En-laj, který z pozice generálního komisaře velel Rudé armádě, a Braun. V říjnu 1934 většina komunistických vojsk, takzvaný 1. front čínské Rudé armády, na jihu Ťiang-si pronikla skrze obklíčení a postupovala na západ, tažení dostalo později název Dlouhý pochod. Braun byl jediný nečínský účastník pochodu.
Na přelomu let 1934/1935 zanikla „trojka“ stojící v čele pochodu a vedení vojsk převzal Čou En-laj s pomocí Mao Ce-tunga (od února 1935, od léta 1935 Mao stanul v čele vojsk s pomocí Čou En-laje), uvedené změny byly později spojovány s konferencí v Cun-i. Braun se i nadále podílel na určování vojenské strategie a taktiky, když se účastnil jednání politbyra a ústřední vojenské komise až do začátku roku 1936. Po skončení Dlouhého pochodu vyučoval taktiku na vojenské akademii v hlavní sovětské oblasti na pomezí provincií Šen-si, Kan-su a Ning-sia, vedl jezdectvo čínské Rudé armády. Roku 1939 se vrátil do Sovětského svazu.

## V Sovětském svazu, v Německu
V Sovětském svazu pracoval jako překladatel pro Nakladatelství literatury v zahraničních jazycích, od roku 1941 pracoval mezi německými zajatci jako politický instruktor sovětského ministerstva zahraničí, v letech 1946–1948 jako vyučující na Ústřední antifašistické škole v Krasnogorsku, podílel se na organizaci antifašistického hnutí mezi zajatci a vzniku Národního výboru Svobodné Německo. Od roku 1948 se vrátil k překladatelské činnosti.
Do Německa se přestěhoval až roku 1954. V Německé demokratické republice působil v berlínském Institutu marxismu-leninismu při ÚV SED. Překládal do němčiny dílo Vladimira Iljiče Lenina a další marxistickou literaturu. V letech 1961–1963 vykonával funkci prvního tajemníka východoněmeckého svazu spisovatelů.
Zemřel roku 1974 na dovolené v Bulharsku. Pohřben byl ve Východním Berlíně; jeho nekrology vyšly ve východoněmeckém i západoněmeckém tisku, ale i sovětské Pravdě a amerických The New York Times.